# OKS Odra Opole

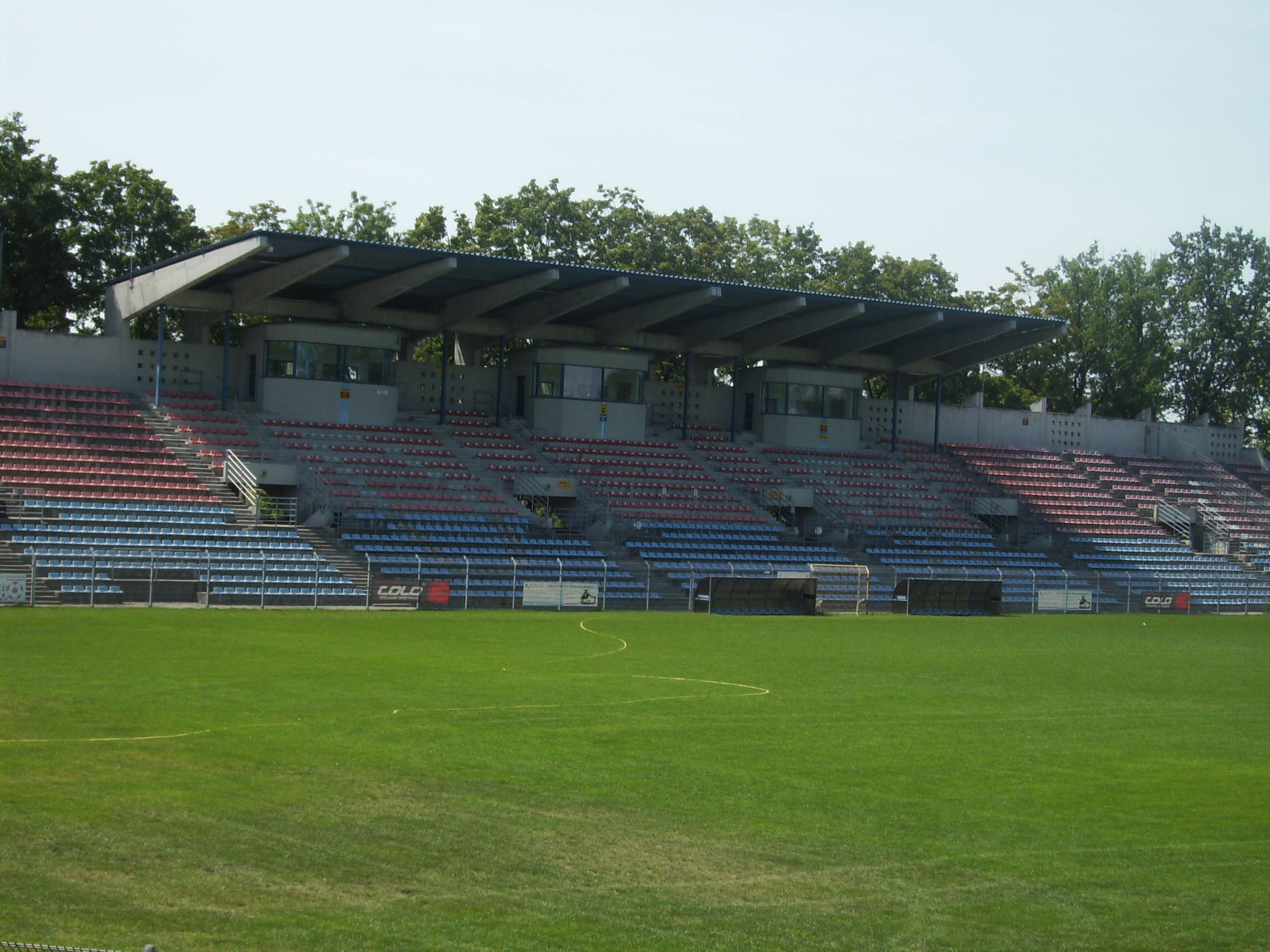
Estadi Odra

L'Opolski Klub Sportowy Odra Opole és un club de futbol polonès de la ciutat d'Opole.

## Història
El club va néixer el 16 de juny de 1945. Evolució del nom:
- 1945: Odra Opole
- 1949: Budowlani Opole (fusió amb Lwowianka Opole i Chrobry Groszowice)
- 1958: Odra Opole
- 1999: Odra/Varta Opole (fusió amb Vartą Namysłów)
- 1999: Odra Opole
- 2002: Odra/Unia Opole (fusió amb Unią Opole)
- 2004: Odra Opole

Va jugar a primera divisió les temporades següents: 1953, 1956-1958 (3 temporades), 1960-1966 (7 temporades), 1967-1970, 1971-1974, 1976-1981. També fou campió de copa de la lliga el 1977.

## Palmarès
- Copa de la Lliga polonesa de futbol:[4]
  - 1977

## Futbolistes internacionals amb Polònia
- Engelbert Jarek, 3 partits, 1 gol
- Bernard Blaut, 1 partit
- Henryk Szczepanski, 28 partits
- Norbert Gajda, 7 partits, 2 gols
- Konrad Kornek, 15 partits
- Henryk Brejza, 9 partits
- Antoni Kot, 1 partit
- Zbigniew Gut, 11 partits
- Bohdan Masztaler, 10 partits
- Wojciech Tyc, 1 partit
- Zbigniew Kwasniewski, 2 partits
- Roman Wojcicki, 11 partits
- Jozef Mlynarczyk, 5 partits
- Jozef Adamiec, 1 partit